# Димитър Кудоглу
 Тази статия е за търговеца и благодетел.  За революционера негов братовчед вижте Димитър Кудев.  
Димитър Петров Кудев или Кудоглу e български търговец на тютюн, работил основно в Германия и известен със своята благотворителност.

## Биография
Димитър Кудоглу е роден на 21 август 1862 година в село Габрово, Ксантийско, в семейството на българите Петър и Стана Кудоглу, занимаващи се с търговия на тютюн. От седемте деца на семейството остават живи само две: Димитър и Мария. Първоначалното образование получава в родното си село от учителя Яков Змейкович, после учи в престижно гръцко училище на остров Хиос и завършва Френския колеж в Цариград. Владее пет езика: български, френски, немски, гръцки и турски. Ранната смърт на бащата го принуждава да поеме неговата търговия с тютюн и грижата за майка си и сестра си. Той продължава работата на баща си – търговия с тютюн със седалище в град Ксанти. Въвеждането на тютюневия монопол в Османската империя през 1883 г. прекъсва търговията с рязан тютюн и Димитър Кудоглу съсредоточава дейността си в откупуването и преработката на суров тютюн в град Ксанти.
Димитър Кудоглу се установява в Ксанти. Неговата съпруга Екатерина е от един от най-известните и богати родове в Беломорието. Там той успява да умножи семейното богатство и започва да търси перспектива на търговията с тютюн от Османската империя за чужбина.
През 1903 г. напуска Ксанти и се заселва Дрезден, Германия, където е борсата за търговията с тютюн в Средна и Западна Европа. Семейството на Димитър и Екатерина Кудоглу устройва своя нов дом в един от най-престижните квартали на града и успешно се адаптира към елитното общество. Домът им е устроен съгласно традициите на немската аристокрация и най-богатите индустриални фамилии. Широката лятна градина пред къщата е известна с магнолиите, които се развиват добре при влажния климат на града. На първия етаж са трапезарията с колекция от скъпи порцеланови сервизи, салонът за пушене и кабинетът на Благодетеля с богатата библиотека. От тези помещения се влиза в зимната градина, където е любимото място на семейството през студените месеци. Неговият дом винаги е отворен за гости, не само роднини и приятели, но и всички търговски и бизнес партньори. Най-скъпи са гостите от родното Габрово. Димитър Кудоглу закупува и втора къща, където изпълнява задълженията си на почетен консул на България в Дрезден. Така я наричат в града – Консулатото.
През годините Димитър Кудоглу запазва връзката си с родния край. При всяко идване в Беломорието, той посещава родното си село и се интересува от училището, църквата, лечението на съселяните. В края на ХІХ век поема издръжката на младежи от там да учат в гимназиите в Пловдив и Солун, а по-късно да следват медицина в Австрия. През 1908 г. създава лечебница и подсигурява заплатата на лекаря и безплатните лекарства за габровци, а през 1910 г. дарява бащината си къща за училище и финансира нейното преустройство.
До Балканската война в 1912 година дейността на Димитър Кудоглу е свързана с износа на тютюни от Османската империя за Европа. След войната империята губи територията, където се произвежда тютюн. Към България са присъединени Беломорска Тракия и части от Македония с традиции в производството и преработката на ориенталски тютюн. Бежанците от частите на Тракия и Македония, попаднали извън България, донасят в старите предели, най-вече в Пловдив, опита в отглеждането и манипулацията на тютюн. През Първата световна война той реализира много сделки за снабдяване на армиите и цивилното население в изолираните от останалия свят Германия и Австро-Унгария.
С лични средства през 1908 – 1909 г. приспособява собствена сграда в родното си село за амбулатория и аптека. Подарява бащината си къща за училище. През лятото на 1913 г., по време на Междусъюзническата война, родното му село е изгорено от гръцката армия и турските башибозуци от околните села. Цялото население е прогонено и се спасява с бягство през планината към долината на река Арда в старите предели на България. Съселяните на Кудоглу се заселват в района на Пловдив. Разбирайки за тази трагедия, той изпраща помощи, за да им подпомогне. Оттук започва и неговата благотворителна дейност в България.
През 1913 и 1914 г. той оказва помощ на стойност около 1 000 000 лева на бежанци, инвалиди, сиропиталища, болници и благотворителни дружества. След включването на България в Първата световна война през 1915 г. прави дарения на
- дружествата на „Червен кръст“ в Пловдив, София и Ксанти,
- дружество „Самарянка“ в Пловдив,
- различните фондове на царското семейство,
- на българските пленници чрез благотворителни организации в Швейцария.

Той става най-големият дарител на създадения в Пловдив „Върховен комитет на благотворителността“ с повече от 195 000 лева. С неговите средства са открити 11 безплатни трапезарии, в които ежедневно се раздава топла храна на над 1000 деца на фронтоваци. По това време Димитър Кудоглу за първи път споделя идеята си да създаде в Пловдив болница за безплатно лечение на всички нуждаещи се. Закупува и място, но до практическа реализация не се достига. През 1917 г. организира безплатни трапезарии в Кавала, Ксанти и София със 100 000 лева. Изразходваните от него средства по това време надхвърлят 3 милиона лева.
Даренията на Димитър Кудоглу продължават и след войната
- през 1920 г. внася в Българската академия на науките 100 000 лева за фонд на негово име, приходите от който са предназначени за издаване на литературни трудове,
- през 1921 г. прави дарения за фонд „Иван Вазов“ – 130 000 лева,
- за фонд „Цанко Церковски – 100 000 лева,
- за Министерство на просветата – 50 000 лева,
- за фонд „Автономия на университета“ – 10 000 лева.
- за поета Ц. Бакалов – 100 000 лв.[1]

От 1919 до 1926 г. сумата използвана от Димитър Кудоглу за благотворителност достига 2 500 000 лева.
С писмо от 29 септември 1921 г. министърът на просвещението Стоян Омарчевски благодари за родолюбивата дейност на дарителя и го уведомява, че е награден от цар Борис ІІІ с орден „За гражданска заслуга“ ІІ степен.
Семейството на Димитър Кудоглу няма деца, а в края на декември 1923 г. умира съпругата след лечение в Сан Ремо, Италия. Няколко месеца след това Димитър Кудоглу се връща към идеята си за създаване в Пловдив на здравно заведение, в което „да намират на вечни времена изцерение и облекчение страдащите хора от най-опасните и заразни болести“. В края на 1926 г. Димитър Кудоглу закупува за 5 милиона лева сградата на хотел „Цар Симеон“, финансира с още 3,5 милиона лева нейното преустройство и оборудване с най-съвременна медицинска апаратура, дарява и двата си тютюневи склада в Пловдив на ул. „Иван Вазов“, с приходите от които да се издържа Дома. Всичко това Димитър Кудоглу дарява на българския народ, узаконено с приемането от Народното събрание на специален закон за фондация. На 8 октомври 1927 г. в центъра на града (на мястото на днешната Централна поща) е открит учреденият от него Дом за благотворителност и народно здраве.
През 1927 г. Кудоглу е обявен за почетен гражданин на Пловдив. Домът на благотворителността и народното здраве става най-известното здравно заведение в Пловдив. Стотици хиляди болни от Пловдив и Южна България намират тук съвет и лечение. Историците са изчислили, че до 1944 г. дарението Димитър Кудоглу за Дома надхвърля 39 милиона лева.
След дълго боледуване Димитър Кудоглу умира в Пловдив на 7 март 1940 г. Погребан е във величествена гробница в Централния гробищен парк. Още през същата година в градската градина „Цар Симеон“ е издигнат негов бюст – паметник, който е дело на скулптора Мина Иванов. Но през 1951 г. паметникът заедно с диспансера са преместени в края на града на Цариградско шосе. На 19 май 2023 г. паметникът е върнат в Цар Симеоновата градина.